# Cơm rượu mao hùng
Cơm rượu mao hùng (danh pháp khoa học: Glycosmis trichanthera) là một loài thực vật có hoa trong họ Cửu lý hương. Loài này được Guillaumin mô tả khoa học đầu tiên năm 1945.